# Thomas Flemming
Thomas Flemming (Schlema, 14 luglio 1967) è un ex nuotatore tedesco.
Specializzato nello stile libero ha vinto due medaglie nelle staffette alle Olimpiadi di Seoul 1988.

## Palmarès
- Olimpiadi

Seoul 1988: argento nella staffetta 4x200 m sl e bronzo nella staffetta 4x100 m sl.
- Mondiali

1986 - Madrid: oro nella staffetta 4x200 m sl.
- Europei

1987 - Strasburgo: oro nella staffetta 4x100 m sl e argento nell astaffetta 4x200 m sl.
1989 - Bonn: bronzo nella staffetta 4x200 m sl.